# Блек-метал-сцена Норвегії
Норвезька блек-метал-сцена — музична сцена та субкультура, що сформувалася в Норвегії наприкінці 80-х — початку 90-х років на основі блек-металу.
Протягом тривалого часу була предметом уваги та розбіжностей в силу антихристиянських переконань її членів, і скоєних ними злочинів. Серед них два вбивства, понад два десятки підпалів церков і інші, як стверджувалося, «сатанинсько вмотивовані» злочини. Сцена привернула увагу норвезьких і міжнародних ЗМІ, які в зображенні її учасників часто перемішували факти з вигадкою.

## Історія
Протягом 1980-х блек-метал був вільною групою декількох хеві-метал гуртів, які розділяли сатанинські тексти, хоча більшість гуртів «першої хвилі» посилалися на сатанізм тільки для шоку. У 1990–1992 роках кілька норвезьких виконавців, які перебували під сильним впливом цих гуртів, почали виступати та випускати новий тип блек-метал музики. Сплеск інтересу та популярності, що послідував за цим, часто називають «другою хвилею блек-металу». Норвезькі гурти розвинули стиль своїх попередників 1980-х як окремий жанр важкої метал музики. Частково це сталося завдяки новому стилю гри на гітарі, розробленому Снорре «Блекторн» Рухом із Stigma Diabolicum/Thorns та Ойстейном «Євронімусом» Арсетом із Mayhem, у якому гітаристи грали повними акордами, використовуючи всі струни гітари замість потужних акордів, використовуючи лише дві-три струни. Ґілве «Фенріз» Нагелл із Darkthrone у ряді інтерв’ю приписував це нововведення своєму гурту. Він описав це як «похідне від Bathory» і зазначив, що «такі види рифів стали новим порядком для багатьох гуртів у 90-х». Блек-метал також став набагато більш сатанинським, і термін «TRVE KVLT Black Metal» став терміном для сатанинського блек-металу.
Візуально темні теми музики були доповнені корпспейнтом, що стало способом для виконавців блек-металу відрізнитись від інших метал-гуртів того часу, проте деякі гурти, такі як Emperor і Satyricon, перестали носити корпспейнт, часто посилаючись на втрату сенсу або модності через його використання такою кількістю гуртів.

## Розвиток жанру
На думку окремих оглядачів епіцентром виникнення жанру Норвегія стала завдяки переважаючій нерелігійності населення та значним залишкам впливу фольклору та рідновірства:
Разом з місцевою атмосферою природи і ментальності, під впливом Venom, ці фактори призвели до виникнення своєрідного жанру. Протягом 80-х років блек-метал мав статус невизначеного терміну, що застосовувався для опису різних, експериментуючих зі звуком, екстремальним колективам, яких об'єднували такі риси як «кричущий» вокал (скримінг), «сирий» звукозапис і «сатанинська» лірика, хоча більшість бендів так званої «першої хвилі» зверталися до сатанізму виключно з метою епатажу. Протягом 1990—1992 років ряд норвезьких музикантів, які перебували під сильним враженням від першопрохідців, почали виконувати новий тип блек-метал музики. Послідуючий інтерес і популярність подібного виконання як правило згадується у якості «другої хвилі блеку». Норвезькі колективи перетворили виконавчий стиль своїх попередників з 80-х в окремий жанр хеві-метал.
|  | В ті часи не було стандарту звучання. Нам самим треба було вирішити що гідно мати назву блек-металу. (Гюльве Нагелль) |

Відмінною рисою норвезького блек-металу став зокрема новий стиль гри на гітарі, в якому виконавець виконував повні акорди на всіх струнах, замість «пауер-акордів» з використанням лише двох-трьох струн.

## Історія сцени

### Mayhem і Дед
Родоначальником норвезької блек-метал-сцени стала група Mayhem, створена в 1984 році. У 1987 році вони випускають перший в історії сцени студійний альбом Deathcrush. У 1988 році місце вокаліста в групі посідає Пер Інгве «Дед» Олін, з приходом якого концерти гурту набули розголосу. Дед був захоплений ідеями смерті і на сцені створював образ мерця:
«Це не мало нічого спільного з макіяжем Kiss або Еліса Купера. Дед дійсно хотів виглядати як труп. Він так робив не для того, щоб виглядати круто. — Йорн «Некробутчер» Стубберуд, басист Mayhem  »
За словами Яна Акселя «Хеллхаммер» Бломберга, ударника Mayhem, саме Дед першим серед блек-метал музикантів почав використовувати чорно-білий грим — «корпспейнт». Під час концертів Дед одягався в попередньо заритий в землю одяг, робив порізи на руках. Окрім цього музиканти Mayhem часто встановлювали на сцені насаджені на палі свинячі або овечі голови.
8 квітня 1991 Дед покінчив життя самогубством, вистріливши собі в голову з дробовика. Знайшов тіло Євронімус, але  перед тим як дзвонити в поліцію зробив кілька фотографій, одна з яких пізніше була використана в якості обкладинки бутлег Dawn of the Black Hearts. Згодом поширилися чутки, що Євронімус (і / або інші члени групи) з'їв кілька шматочків мозку Деда, а уламки черепа використав для намиста. Останній факт пізніше був підтверджений учасниками групи. Крім цього стверджувалося, що Євронімус роздавав ці намиста тим музикантам, кого він вважав гідними. (Див. детальніше статтю Пер Інгве Олін)
Некробутчер відзначав: «Деякі люди стали більш обізнані про сцену [блек-металу] після того, як Дед застрелився. <...> Я думаю, що саме самогубство Деда дійсно змінило сцену». Ударник Emperor Борд «Фауст» Ейтун вважає, що суїцид Деда «позначив віху, з якої під керівництвом Євронімуса блек-метал-сцена розпочала свою одержимість всім сатанинським і злим». Пізніше два інших члена сцени наклали на себе руки: Ерік «Грім» Брьодрешіфт (Immortal, Borknagar і Gorgoroth) в 1999 році і Еспен «Storm» Андерсен (Strid) в 2001 році.

### Helvete і «Чорне коло»

#### Підвал Helvete

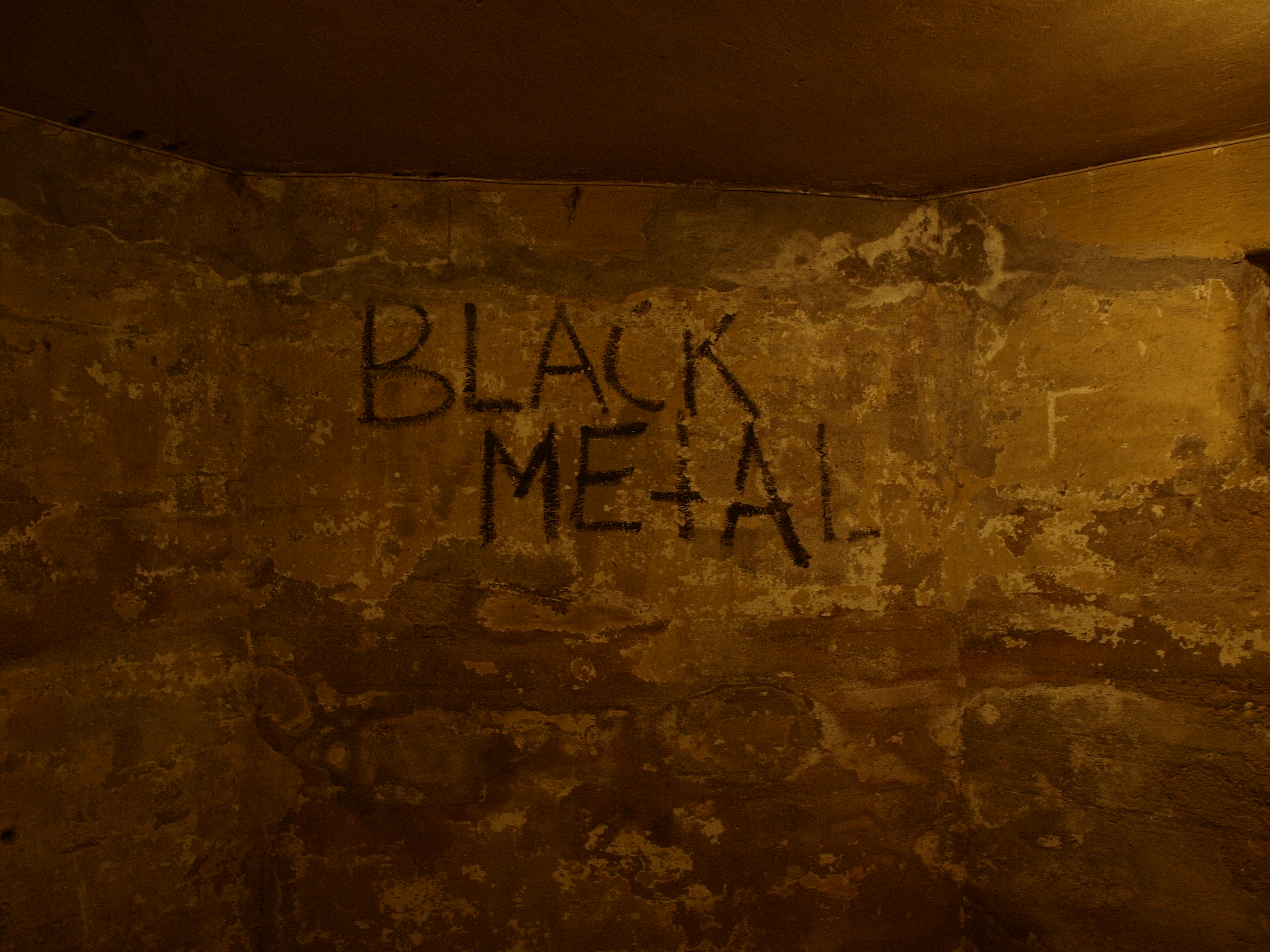
Helvete

У травні-червні 1991 року Євронімус відкриває музичний магазин під назвою Helvete. Термін Helvete в перекладі з норвезького «Пекло», походить від давньоскандинавського hels viti, тобто «покарання Гель». Магазин розташовувався за адресою Schweigaards gate 56 в Осло. Норвезькі блек-метал музиканти часто збиралися в підвалі магазину, включно з учасниками Mayhem, Emperor, Варгом Вікернесом з Burzum і Снорре Рашем з Thorns. Євронімус також заснував незалежний лейбл Deathlike Silence Productions, який базувався в Helvete. На ньому були випущені альбоми Mayhem і Burzum, а також шведських груп Merciless і Abruptum. Євронімус, Вікернес і гітарист Emperor Томас «Самот» Хауген у свій час жили в магазині, так само як і Фауст, який працював в магазині. Стіни магазину були пофарбовані в чорний колір і декоровані середньовічною зброєю, постерами груп і пластинками, а вітрину прикрашав надгробок з полістиролу. Магазин був закритий в січні 1993 року.

Тих, хто збирався в Гельвете (Helvete) називали «Чорним кругом» або «Внутрішнім колом блек-металу» (англ. «The Black Circle», «Black Metal Inner Circle»), іноді поширюючи цю назву на всю норвезьку блек-метал-сцену. Згідно Фаусту, воно було придумано Євронімусом, проте сам факт існування «Чорного кола» як деякої організації є вкрай спірним. Окрім того, що назва має на увазі, що зібрання кола було свого роду культом, згадки про них сильно розрізняються. Так книги Lucifer Rising: Sin, Devil Worship and Rock and Roll і Lords of Chaos: The Bloody Rise of the Satanic Metal Underground обидві говорять про існування «Чорного кола». Наприклад, анонс фільму, заснованого на Lords of Chaos, говорить:
«У нечестивій війні, яка поширюється, блек-метал-групи і їх одержимі шанувальники залишили похмуру спадщину самогубства, вбивства і тероризму, що поширюється з Норвегії в Німеччину, Росію, Америку і далі. Фільм буде зосереджений на відносинах між легендарними особистостями: Варґом Вікернесом і Євронімусом, і іншими з „Чорного кола“, і тим, як вони вели війну проти влади в своїй рідній країні.»
У той час як Варг Вікернес в своїй рецензії на Lucifer Rising заперечує його існування, зауважуючи:
"По-перше, так зване " Чорне коло « було вигадане Євронімусом, оскільки він хотів, щоб люди повірили в існування такої речі, але це дурниця, і його ніколи не існувало. З іншого боку, ЗМІ у свій час вірили в його існування, проте швидко перестали про нього говорити, коли зрозуміли, що це був спеціально створені чутки.»
Аналогічно, відповідаючи в Lords of Chaos на запитання «Чим було Чорне коло?», Фауст говорить:
"Це була всього лише назва людей, базікати навколо магазину <…> там не було членства, членських карток і офіційних зустрічей. "
Відкриття Helvete призвело до поширення стилю блек-метал серед норвезьких груп. Як написав Деніел Екерот в 2008 році:
"Протягом всього декількох місяців [після відкриття Helvete] Євронімус і його ідеї заволоділи розумом багатьох молодих музикантів, і незабаром норвезькі дез-метал-групи стали перетворюватися в блек-метал-групи. Amputation стали Immortal, Thou Shalt Suffer перетворилися в Emperor, а Darkthrone змінили свій натхненний шведами дез-метал на примітивний блек-метал. Найбільш сумнозвісний гітарист Old Funeral Крістіан Вікернес вже покинув гурт, щоб сформувати своє власне творіння Burzum.

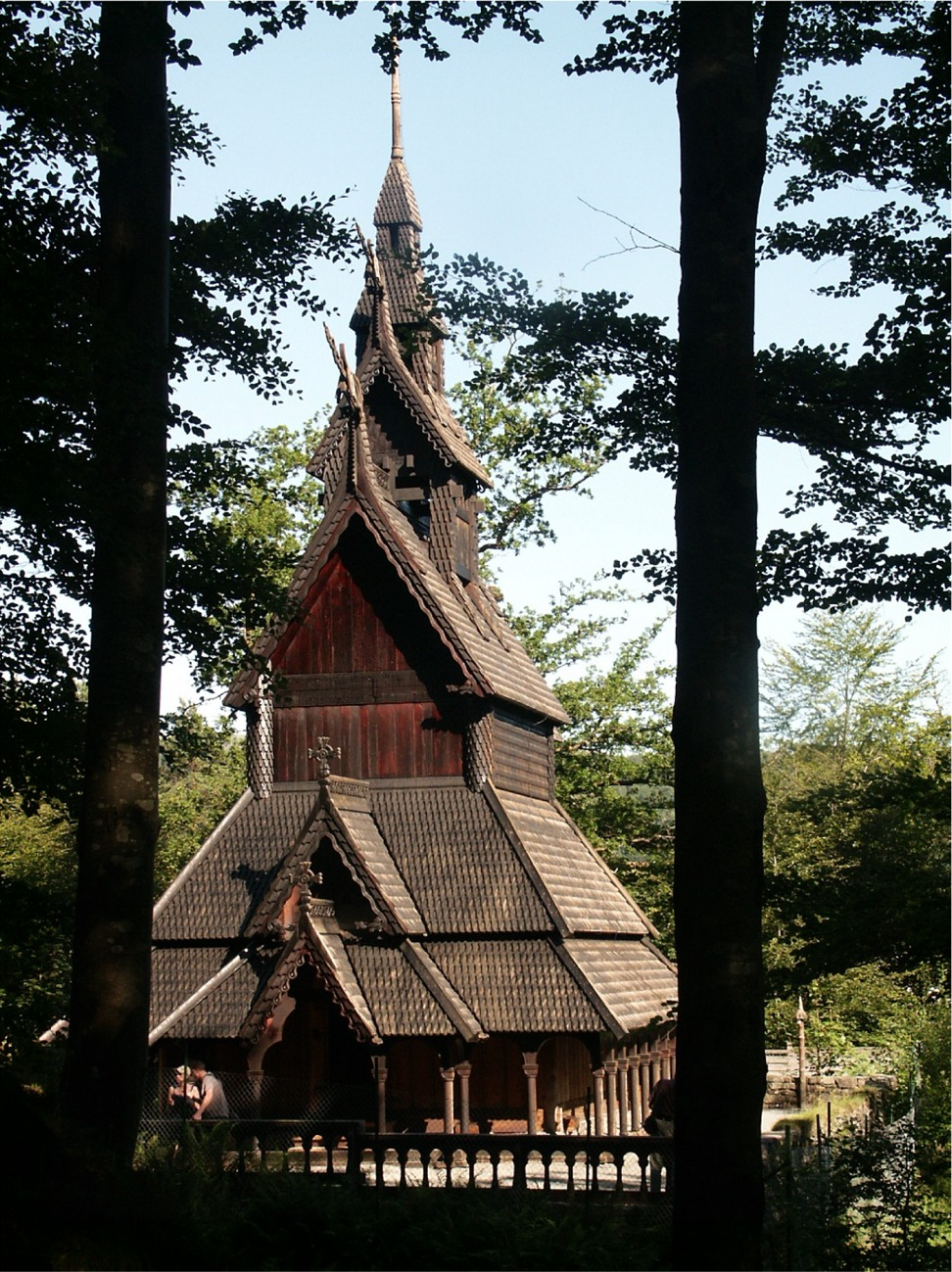
Церква у Фантофті, Берген

### Підпали церков
Музиканти і шанувальники норвезької блек-метал-сцени взяли участь більш ніж в 50 підпалах християнських церков в період з 1992 по 1996 рік. Вік деяких з них налічував кілька сотень років, і вони по праву вважалися важливими об'єктами історичної спадщини. Однією з перших і найбільш відомих стала церква в Фантофті, яка, як вважала поліція, була спалена Варґом Вікернесом. Довести його причетність до цього епізоду не вдалося, проте в травні 1994 року він був визнаний винним у спаленні каплички в Хольменколлені, церква в Шоллі і Осанні . Вікернес і Євронімус також планували одночасно з виходом альбому De Mysteriis Dom Sathanas Mayhem підірвати Нідароський собор, який зображений на обкладинці альбому . Однак вбивство Євронімуса в серпні 1993 року поклало кінець цим планам і затримало вихід альбому. Музиканти Самот, Фауст і Йорн Інге Тунсберг також були засуджені за підпали церков.
Думки з приводу підпалів церков розрізняються всередині блек-метал-спільноти. Наприклад, гітарист Інфернус і колишній вокаліст Гаал з Gorgoroth хвалили підпали церков в інтерв'ю, останній сказав, що «їх повинно було бути більше, і їх буде більше» . З іншого боку, Некробутчер і Кьєтіль Манхейм з Mayhem відгукувалися про них негативно, останній зауважив, що «Це були люди, які намагалися отримати визнання у співтоваристві [блек-метал-сцени] ... вони хотіли домогтися свого роду схвалення і статусу».
Нижче наведено неповний список скоєних підпалів:

#### 1992
- 23 травня: церква Storetveit (Берген)[35]
- 6 червня: церква у Фантофті (Берген)[36] — головним підозрюваним був Вікернес, проте довести його причетність до підпалу слідству не вдалося [22].
- 1 серпня: церква в Revheim (Ставангер)
- 21 серпня: каплиця в Гольменколлені (Осло) — засуджені Вікернес і Фауст; Євронімус також брав участь у підпалі, але був убитий до початку суду [5] [17] [19] [23].
- 1 вересня: церква в Ormøya (Осло)
- 13 вересня: церква в Шолль (Віндафьорд)[35] — були засуджені Вікернес і Самот.
- 3 жовтня: церква в Геукето (Hauketo, Осло)[37]
- 24 грудня: церква в Осанні (Берген)[30] — були засуджені Вікернес і Тунсберг.
- 25 грудня: церква методистів у Сарпсборзі — під час гасіння загинув пожежник.[38]

#### 1993
- 7 лютого: нова церква в Lundby (Гетеборг, Швеція)[39][38]

#### 1994
13 березня: церква в Сунні
27 березня: церква в Seegård (Snertingdal)
16 травня: спроба підпалу Ставкірки з Гуля (Бускеруд)
17 травня: спроба підпалу каплиці в Åmodt (Бускеруд)
4 червня: церква в Frogn (Дребак)
19 червня: спроба підпалу церкви в Heni (Еррум)
7 липня: церква в Jeløy
21 липня: спроба підпалу церкви Odda
13 серпня: спроба підпалу каплиці в Loop (Мельдал)
10 грудня: спроба підпалу церкви в Åkra
22 грудня: спроба підпалу церкви в Ашімі
26 грудня: спроба підпалу церкви в Klemestrud

#### 1995
13 травня: Lord Church (Телемарк)
25 травня: церква в Såner (Вестбю)
14 червня: церква в Moe (Саннефіорд)
21 липня: спроба підпалу церковної школи в Eidanger
3 вересня: спроба підпалу церковної школи в Vågsbygd (Oddernes)
3 листопада: церква в Innset (Реннебу)

### Вбивства Магне Анреассена і Євронімуса
21 серпня 1992 року Фауст вбив гея Магне Анреассена в лісі біля Ліллехаммера. У поліції не було підозрюваних, і Фауст залишався на свободі близько року. Однак всередині блек-метал-сцени це вбивство було «секретом Полішинеля».
В кінці січня 1993 року Варг Вікернес з Burzum дав інтерв'ю журналісту з газети Bergens Tidende. Однак інтерв'ю призвело до розслідування поліцією серії підпалів церков і вбивства Андреассена, і Вікернес був заарештований на тиждень. Євронімус вирішив закрити Helvete в силу негативної уваги до магазину.
10 серпня 1993 року Вікернес і Снорре Раш приїхали з Бергена до Євронімуса в квартиру на вулицю Тйойен (норв. Tøyengata) в Осло. Після їх прибуття розпочалася сварка, яка закінчилася смертю Євронімуса від рук Вікернеса. Його тіло було знайдено з 23 різаними пораненнями.
Були припущення, що вбивство пов'язане з боротьбою за владу, фінансовим суперечкою з приводу записів Burzum або спробою «перевершити» Фауста і вбивство в Ліллехаммері. Вікернес стверджує, що Євронімус сам планував його вбити. За його словами, в ніч убивства він збирався передати йому підписаний контракт і «сказати йому, щоб він відвалив», проте Євронімус перший напав на нього. Більш того, Вікернес виправдовується, що велика частина порізів була отримана Євронімусом в результаті падіння на розбите скло під час боротьби, хоча Фауст і інші члени сцени ставлять цю версію під сумнів .
Як би там не було, Вікернес був заарештований через кілька днів. Фауст також був заарештований, і пізніше йому було пред'явлено звинувачення у вбивстві Андреассена. У травні 1994 року Вікернес за вбивство і 4 підпали церков був засуджений до вищої в Норвегії міри покарання — 21 року тюремного ув'язнення. Вікернес посміхався під час оголошення вироку, і фотографія його посмішки була широко розтиражована новинними ЗМІ. У тому ж місяці був випущений альбом Mayhem De Mysteriis Dom Sathanas, гітарну партію на якому виконував Євронімус, а на басу грав Вікернес. Перед випуском сім'я Євронімуса попросила ударника Mayhem Хеллхаммера перезаписати партії для бас-гітари. Хеллхаммер сказав: «Я вважав належним, що вбивця і жертва перебувають на одному записі. Я дав слово, що перезапишу партії для басу, проте так цього і не зробив». Вікернес був звільнений з в'язниці в 2009 році.

## Список найвідоміших представників 1987-1993 років
| Колектив             | Засновано | Місто              |
| -------------------- | --------- | ------------------ |
| Ancient              | 1992      | Берген             |
| Arcturus             | 1991      | Осло               |
| Burzum               | 1991      | Берген             |
| Carpathian Forest    | 1990      | Крістіансанн       |
| Darkthrone           | 1986      | Колбот             |
| Emperor              | 1991      | Нутодден, Телемарк |
| Enslaved             | 1991      | Гаугесун, Ругалан  |
| Fimbulwinter         | 1992      | Осло               |
| Fleurety             | 1991      | Енебакк            |
| Gehenna              | 1993      | Ставангер, Ругалан |
| Gorgoroth            | 1992      | Берген             |
| Hades/Hades Almighty | 1992      | Берген             |
| Ildjarn              | 1992      | Бьо, Телемарк      |
| Immortal             | 1991      | Берген             |
| In the Woods...      | 1991      | Крістіансанн       |
| Manes                | 1991      | Тронгейм           |
| Mayhem               | 1984      | Осло               |
| Satyricon            | 1991      | Осло               |
| Taake                | 1993      | Берген             |
| Thorns               | 1989      | Тронгейм           |
| Thou Shalt Suffer    | 1991      | Нутодден, Телемарк |